# Carpophthoromyia litterata
Carpophthoromyia litterata es una especie de insecto del género Carpophthoromyia de la familia Tephritidae del orden Diptera.

## Historia
Munro la describió científicamente por primera vez en el año 1933.